# نیلودیپین
نیلودیپین (به انگلیسی: Niludipin) با فرمول شیمیایی C۲۵H۳۴N۲O۸ یک داروی بلوک‌کننده کانال کلسیم است. این دارو با شناسه پاب‌کم ۸۹۷۶۷ دارای جرم مولی آن ۴۹۰٫۵۴۶۰۶ g/mol می‌باشد. 